# 까치내로 (청양군)
까치내로(Kkachinae-ro)는 충청남도 청양군 장평면 장평사거리에서 대치면 주정삼거리까지 연결하는 도로아다.

## 주요 경유지
충청남도
- 청양군 (장평면 . 대치면)

## 노선경로
| 이름              | 접속 노선                 | 소재지 | 소재지 | 비고 |
| ----------------- | ------------------------- | ------ | ------ | ---- |
| 장평사거리        | 국도 제39호선 (충의로)    | 청양군 | 장평면 |      |
| (이름없음)        | 지방도 제723호선 (화산로) | 청양군 | 장평면 |      |
| 지천교            |                           | 청양군 | 장평면 |      |
| 지천사거리        | 지천로 도림로             | 청양군 | 장평면 |      |
| 작천교            |                           | 청양군 | 장평면 |      |
| 제1장곡교         |                           | 청양군 | 장평면 |      |
| 장곡교            |                           | 청양군 | 대치면 |      |
| 장곡사입구 교차로 | 지천구곡로                | 청양군 | 대치면 |      |
| 서닝고개          |                           | 청양군 | 대치면 |      |
| 주정교            |                           | 청양군 | 대치면 |      |
| 주정삼거리        | 칠갑산로                  | 청양군 | 대치면 |      |

## 주요 건물 및 시설
- 장평119지역대 (까치내로 17/중추리 513-9)